# Josep Colomer i Ribas
Josep Colomer i Rivas o Josep Colomer i Ribas   (Terrassa, 10 de juny de 1935 - Terrassa, 24 de gener de 2013) fou un jugador d'hoquei sobre herba, guanyador d'una medalla olímpica.
Va participar, als 25 anys, en els Jocs Olímpics d'Estiu de 1960 realitzats a Roma (Itàlia), on aconseguí guanyar amb l'equip espanyol la medalla de bronze en la competició masculina d'hoquei herba. Posteriorment participà en els Jocs Olímpics d'Estiu de 1964 realitzats a Tòquio (Japó) i en els Jocs Olímpics d'Estiu de 1968 celebrats a Ciutat de Mèxic (Mèxic), on aconseguí sengles diplomes olímpics. Amb la selecció espanyola jugà 75 partits oficials.
A nivell de clubs jugà al Club Deportiu Terrassa, amb qui guanyà tres Campionats de Catalunya (1953, 1956, 1959) i tres Copes espanyoles (1955, 1966, 1967).